# 爱德华·戈尔库诺夫
爱德华·斯捷潘诺维奇·戈尔库诺夫（俄語：Эдуард Степанович Горкунов，1945年1月21日—2020年10月25日），俄罗斯物理学家，俄罗斯科学院院士。

## 生平
1966年毕业于秋明国立师范学院。1966年至1994年，先后在秋明工业学院、乌拉尔国立大学、苏联科学院乌拉尔科学中心金属物理研究所、俄罗斯科学院乌拉尔分院物理技术研究所工作。1987年获技术科学全博士学位。1992年晋升教授。1994年起任俄罗斯科学院乌拉尔分院机械工程研究所所长，1995年起任俄罗斯科学院乌拉尔分院副院长。1997年获俄罗斯联邦国家奖，同年当选俄罗斯科学院通讯院士，2011年当选俄罗斯科学院院士。2020年10月25日逝世。